# Nataša Blažič
Nataša Blažič, slovenska alpska smučarka, * 28. december 1964, Kranj. 
Najboljši rezultat v svetovnem pokalu je dosegla 24. marca 1981, ko je osvojila osmo mesto na slalomu v Wangs-Pizolu.